# Zielonki (województwo małopolskie)
Zielonki – wieś w południowej Polsce, położona w województwie małopolskim, w powiecie krakowskim, w gminie Zielonki.
Miejscowość jest siedzibą gminy Zielonki, przebiega przez nią droga wojewódzka nr 794.
Integralna część miejscowości: Marszowiec.
W Zielonkach, od 1954 roku, ma siedzibę biblioteka publiczna. Od 2009 roku biblioteka jest samodzielną placówką kultury. Posiada trzy filie w Węgrzcach, Przybysławicach i Bibicach.

## Położenie
Zielonki położone są w dolinie Prądnika oraz jego lewego dopływu – potoku Garliczka, przy drodze wojewódzkiej nr 794 (Kraków – Skała). Obszar ten według regionalizacji fizycznogeograficznej znajduje się na styku dwóch mezoregionów – północna i środkowa część miejscowości leży na Wyżynie Olkuskiej (341.32), należącej do makroregionu Wyżyna Krakowsko-Częstochowska (341.3), a część południowa na obszarze Pomostu Krakowskiego (512.33), należącego do makroregionu Brama Krakowska (512.3).
Wieś, z wyjątkiem jej części południowej i południowo-zachodniej, znajduje się ponadto na terenie Parku Krajobrazowego Dolinki Krakowskie lub w otulinie tegoż parku.
Pod względem administracyjnym miejscowość Zielonki zlokalizowana jest w województwie małopolskim, w powiecie krakowskim, w południowo-zachodniej części gminy Zielonki, około 6 km w linii prostej na północ od centrum Krakowa. Graniczy z następującymi jednostkami:
- miejscowościami Trojanowice i Garlica Murowana (gmina Zielonki) od północy,
- miejscowością Bibice (gmina Zielonki) od wschodu,
- Dzielnicą IV Prądnik Biały miasta Kraków od południa,
- miejscowością Pękowice (gmina Zielonki) od zachodu.

Biorąc pod uwagę powierzchnię wynoszącą 613,93 ha Zielonki są drugą (po Bibicach) największą miejscowością gminy Zielonki, obejmującą 12,64% jej powierzchni.
Najwyżej położony obszar wsi znajduje się przy granicy z Bibicami, na terenie fortu Zielonki, na wysokości około 300 m n.p.m., a położony najniżej na krańcu południowo-wschodnim, przy granicy z Krakowem, w pobliżu doliny Prądnika, na wysokości około 224 m n.p.m.
Pod względem historycznym, w drugiej połowie XVI wieku, wieś położona była w powiecie proszowickim województwa krakowskiego i należała do wielkorządów krakowskich (wieś królewska).
W latach 1975–1998 miejscowość administracyjnie należała do województwa krakowskiego.

## Demografia
Liczba mieszkańców Zielonek w okresie dwudziestu lat podwoiła się, przekraczając poziom 7 tys. osób w roku 2021.
Źródła danych oraz rodzaje (nazwy) i terminy spisów, jeśli dostępne:
- 1787[12];
- 1789[12] – Lustracja dymów i podanie ludności;
- 1921[13] – Pierwszy Powszechny Spis Ludności – dane na 30. września;
- 1931[13] – Drugi Powszechny Spis Ludności – dane na 9. grudnia;
- 1988[14] – Narodowy Spis Powszechny 1988 – dane na 6. grudnia;
- 2002[14] – Narodowy Spis Powszechny Ludności i Mieszkań 2002 – dane na 20. maja;
- 2003–2004[15] oraz 2009–2024[1] – dane własne Urzędu gminy Zielonki na 31. grudnia danego roku.

## Zabytki
Obiekt wpisany do rejestru zabytków nieruchomych województwa małopolskiego.
- Fort Marszowiec;
- zespół baterii fortu „Marszowiec”;
- kościół parafialny pw. Narodzenia NPM, otoczenie.

## Transport
Do Zielonek kursuje 6 linii autobusowych (w tym jedna nocna), należących do Miejskiego Przedsiębiorstwa Komunikacyjnego w Krakowie.

## Osoby związane z Zielonkami
- Katarzyna Gawłowa – polska artystka ludowa, malarka
- Christine Paul-Podlasky – urodzona w Londynie polska aktorka filmowa, teatralna i telewizyjna (od 1999 roku mieszka w Zielonkach)